# 애적밀방
《애적밀방》(爱的蜜方)은 2012년 방송되었던 중국의 드라마이다.

## 소개
- 중국의 만두집을 배경으로 한 요리사의 성공스토리를 다루는 드라마

## 등장 인물
- 이다해 - 샤오샤 역
- 정원창 (Joseph Cheng) - 하오펑 역
- 리이펑 - 진립양 역
- 팡안나 - 린샤오샤오 역
- 류월 (刘越) - 샤오후이 역
- 주운심 (周云深) - 진호걸 역
- 장서가 (张瑞珈) - 왕만리 역
- 오임원 (吴任远) - 고가 역
- 이품봉 (李品峰) - 교지동 역
- 왕지화 (王志华) - 천전 역